# Ernest Kallet Bialy
Ernest Kallet Bialy   (1943 ↔ 1944 - Abidjan, 14 de setembre de 2012) fou un futbolista ivorià de la dècada de 1970.
Fou internacional amb la selecció de futbol de Costa d'Ivori. Pel que fa a clubs, destacà a Africa Sports.